# Return to Fantasy
Albums de Uriah Heep
Wonderworld
(1975) High and Mighty
(1976)
Singles
1. Prima Donna
Sortie : 6 juin 1975
2. Return to Fantasy
Sortie : septembre 1975

Return to Fantasy est le huitième album studio du groupe rock britannique Uriah Heep. Il est sorti le 6 juin 1975 sur le label Bronze Records et a été produit par Gerry Bron.

## Historique
Début 1975, le bassiste Gary Thain quitte Uriah Heep, il sera remplacé par John Wetton (ex Family et King Crimson) qui venait de quitter Roxy Music. John Wetton est un ami de David Byron et de Lee Kerslake et lorsqu'ils lui proposent de rejoindre le groupe, il accepte. Il avait déjà vu Uriah Heep sur scène à Los Angeles et avait trouvé le concert excellent, exactement ce qu'il avait envie de faire, du bon vieux rock'n'roll.
Lorsque John Wetton intègre le groupe, les compositions pour le nouvel album sont déjà prêtes, il rejoint donc immédiatement le groupe en studio pour l'enregistrement de l'album. Le groupe retrouve aussi en partie, les studios Lasdowne où il a enregistré ses cinq premiers albums, le reste se fera dans les Studios Morgan. L'album est produit par le patron du label Bronze Records, Gerry Bron. D'après David Byron qui considérait son prédécesseur, Wonderworld, comme un album lent et facile, "Return to Fantasy" est un retour aux sources, "un album plus rythmé et musical, un album qui donne envie de taper dans ses mains".
Cet album sera suivi par une tournée mondiale qui durera pas loin d'une année et pendant laquelle le groupe jouera devant plus d'un million de spectateurs.
Cet album atteindra la septième place des charts britanniques, ce qui en fera l'album le mieux classé du groupe au Royaume-Uni. Il intègrera aussi le top 100 du Billboard 200 à la 85e place aux États-Unis.

## Liste des titres

### Version originale
- Tous les titres sont signés par Mick Box, David Byron, Ken Hensley et Lee Kerslake sauf indications.

| 1. | Return to Fantasy | Byron, Hensley | 5:52 |
| 2. | Shady Lady        |                | 4:46 |
| 3. | Devil's Daughter  |                | 4:48 |
| 4. | Beautiful Dream   |                | 4:52 |

| 5. | Prima Donna           |         | 3:11 |
| 6. | Your Turn to Remember | Hensley | 4:22 |
| 7. | Showdown              |         | 4:17 |
| 8. | Why Did You Go        |         | 3:53 |
| 9. | A Year Or a Day       | Hensley | 4:22 |

## Musiciens
- David Byron: chant
- Mick Box: guitare solo et rythmique
- John Wetton: basse, mellotron, chœurs
- Gary Thain: basse sur les titres bonus marqués "version démo inédite"[5](voir le chapitre "Rééditions").
- Ken Hensley: claviers, synthétiseurs, guitares, chœurs
- Lee Kerslake: batterie, percussions, chœurs

## Charts et certification

### Album
Charts
| Pays                                 | Durée du classement | Meilleur classement | Date              |
| ------------------------------------ | ------------------- | ------------------- | ----------------- |
| Allemagne (GfK Entertainment)        | 4 semaines          | 21e                 | 15 juillet 1975   |
| Autriche (Ö3 Austria Top 40)         | 16 semaines         | 3e                  | 15 août 1975      |
| Canada (RPM)                         | 4 semaines          | 83e                 | 13 septembre 1975 |
| États-Unis (Billboard 200)           | 10 semaines         | 85e                 | 30 août 1975      |
| Norvège (VG-lista)                   | 22 semaines         | 2e                  | 6 juillet 1975    |
| Nouvelle-Zélande (RMNZ Albums Top40) | 3 semaines          | 29e                 | 8 août 1975       |
| Pays-Bas (MegaCharts)                | 5 semaines          | 10e                 | 5 juillet 1975    |
| Royaume-Uni (UK Albums Chart)        | 6 semaines          | 7e                  | 29 juin 1975      |

Certification
| Pays        | Ventes | Certification | Date             |
| ----------- | ------ | ------------- | ---------------- |
| Royaume-Uni | Argent | 60 000 +      | 1er février 1976 |

### Singles
Charts
| Single            | Chart         | Durée du classement | Position | Date            |
| ----------------- | ------------- | ------------------- | -------- | --------------- |
| Prima Donna       | (VG-lista)    | 12 semaines         | 3e       | 2 juin 1975     |
| Return to Fantasy | (V (Ultratop) | 1 semaine           | 30e      | 8 novembre 1975 |